# Среднечешский край
Среднечешский край (чеш. Středočeský kraj) — административная единица Чешской республики, расположенная в центральной части исторической области Богемия, не включая столицу Прагу. Тем не менее, органы управления Среднечешского края находятся в Праге. Граничит на севере с Либерецким краем, на северо-востоке с Краловеградецким краем, на востоке с Пардубицким краем, на юго-востоке с краем Высочина, на юге с Южночешским краем, на юго-западе с Пльзенским краем и на северо-западе с Устецким краем.

## География
Среднечешский край расположен в так называемом «Богемском котле». На севере и востоке края местность равнинная, на юге и юго-западе простираются холмы. Самая высокая точка — Ток (Tok) — 865 метров над уровнем моря, самая низкая точка находится на берегу Лабы в районе Мельник с высотой 153 метра над уровнем моря. 61 % площади края занят сельскохозяйственными угодьями. На большей части территории края, за исключением гористой местности на юге, плодородные чернозёмные почвы с высоким содержанием гумуса. В холмистой местности преобладают песчаные почвы. 28 % территории края занимают леса. В то время как в северной части региона леса в основном были вырублены, чтобы использовать землю для нужд сельского хозяйства, в долине реки Сазавы и в Рожмитале сохранились лесные массивы.
По территории края протекают следующие реки:
- Лаба (Эльба)
- Влтава
- Сазава
- Бероунка
- Йизера

В Среднечешском крае, особенно в долинах рек Влтавы и Лабы, достаточно тёплый и благоприятный для сельского хозяйства климат.

## Территория
Среднечешский край находится в центре Чехии. С площадью 10 929 км2 составляет почти 14 % территории страны. После 2010 года регион стал самым густонаселенным в республике: здесь проживает около 1,369 миллиона жителей.
Край полностью окружает столицу Прагу и граничит на севере с территорией Либерецкого края, на северо-востоке с Краловегра́децким краем, на востоке с Пардубицким краем, на юго-востоке с краем Высочина, на юге с Южно-Чешскийм краем, на юго-западе с Пльзеньским краем и на северо-западе с Устецкий краем.
Территориально принадлежит чешскому массиву, который является одной из старейших частей европейского материка. Рельеф проходит от плоского севера вблизи реки Эльбы в высокогорье на южной и юго-западной части региона.

## История

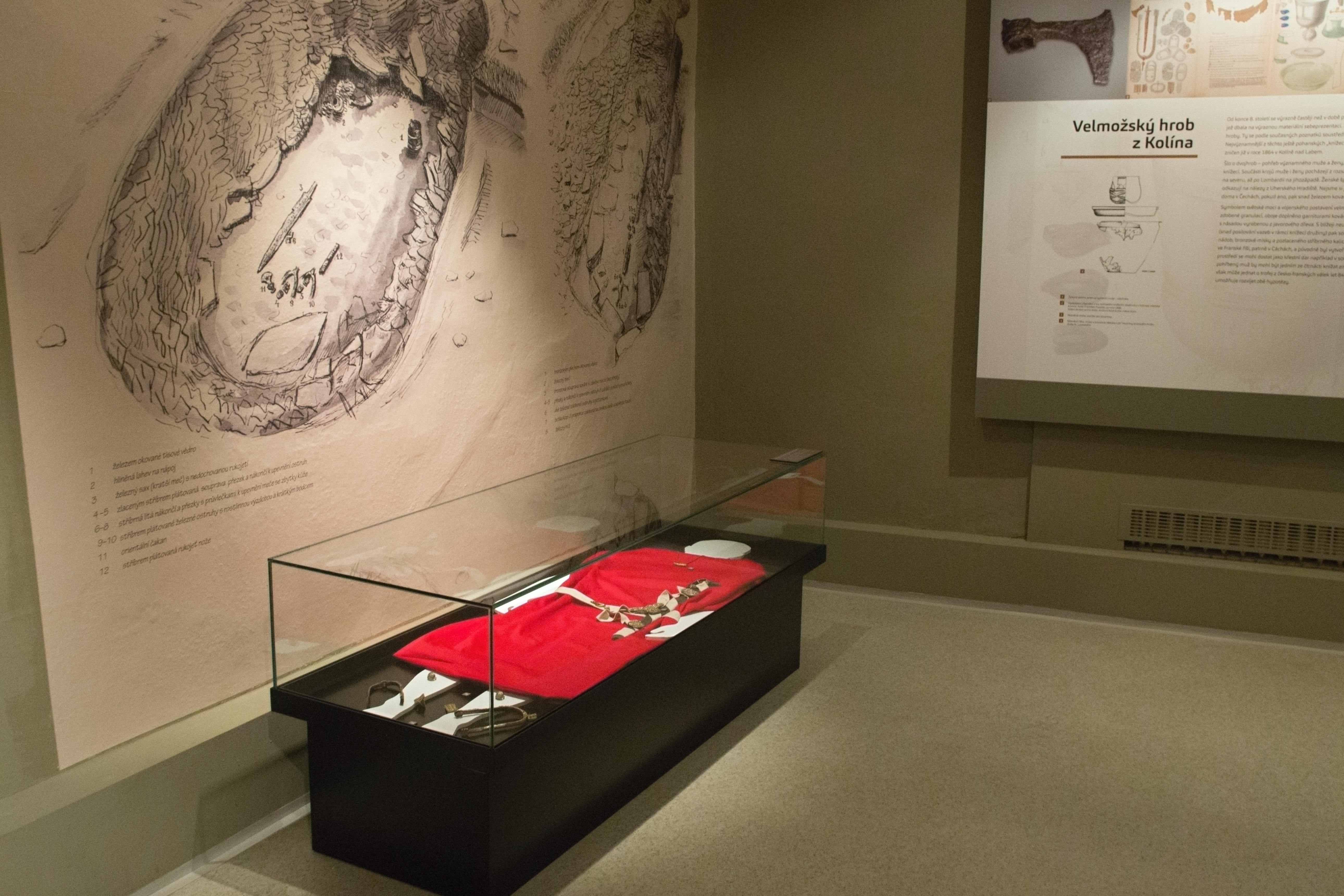
Зал с раннесредневековым захоронением (двойной могилы) княжны из Стари-Колин (район Колин), 850—900 гг. Выставка «Между племенами и государством»

Край был образован как территориально-административная единица ЧССР 1 июля 1960 года законом № 36/1960 Сб «О территориальном делении государства», принятым 11 апреля 1960 года. До 1990 года в крае существовал выборный орган — краевой национальный комитет. После этого до 2000 года в Чехии не было никакого административного деления, и край был лишь территориальной единицей.
Среднечешский край покрывал значительную часть территории Пражского края, существовавшего в 1949—1960 годах.
Самоуправляемый Среднечешский край был создан вместе с другими самоуправляющимися краями на основании статьи 99 и последующих Конституции Чешской Республики и конституционным законом № 347/1997 Сб, «о создании высших территориальных единиц самоуправления», устанавливающих наименования краёв и их разграничение путем нумерации районов (территория районов определена постановлением Министерства внутренних дел № 564/2002 Сб) и для высших самоуправляющих автономных территориальных единиц предусмотрено обозначение «край», был образован 1 января 2000 года. Края они приобрели полномочия самоуправления на основании закона № 129/2000 Сб «о регионах» 12 ноября 2000 года, когда состоялись первые региональные выборы в региональные собрания краёв.
1 января 2021 года на основании нового закона «о территориально-административном делении государства» Среднечешский край как территориальная единица существовавшая с 1 июля 1960, официально прекратила своё существование.

## Административное деление
Край делится на 12 районов.
| Район          | Население, чел. (2011) | Площадь, км² |
| -------------- | ---------------------- | ------------ |
| Бенешов        | 95 459                 | 1474,71      |
| Бероун         | 86 160                 | 661,91       |
| Кладно         | 158 799                | 719,61       |
| Колин          | 96 001                 | 743,57       |
| Кутна-Гора     | 73 404                 | 916,93       |
| Мельник        | 104 659                | 701,08       |
| Млада-Болеслав | 123 659                | 1022,83      |
| Нимбурк        | 94 884                 | 850,07       |
| Прага-восток   | 157 146                | 754,91       |
| Прага-запад    | 131 231                | 580,63       |
| Пршибрам       | 112 816                | 1692,05      |
| Раковник       | 54 993                 | 896,3        |

По переписи населения 2011 года:
| Всего             | Женщин            | Мужчин            |
| ----------------- | ----------------- | ----------------- |
| 1 289 211 (100 %) | 651 959 (50,57 %) | 637 252 (49,43 %) |

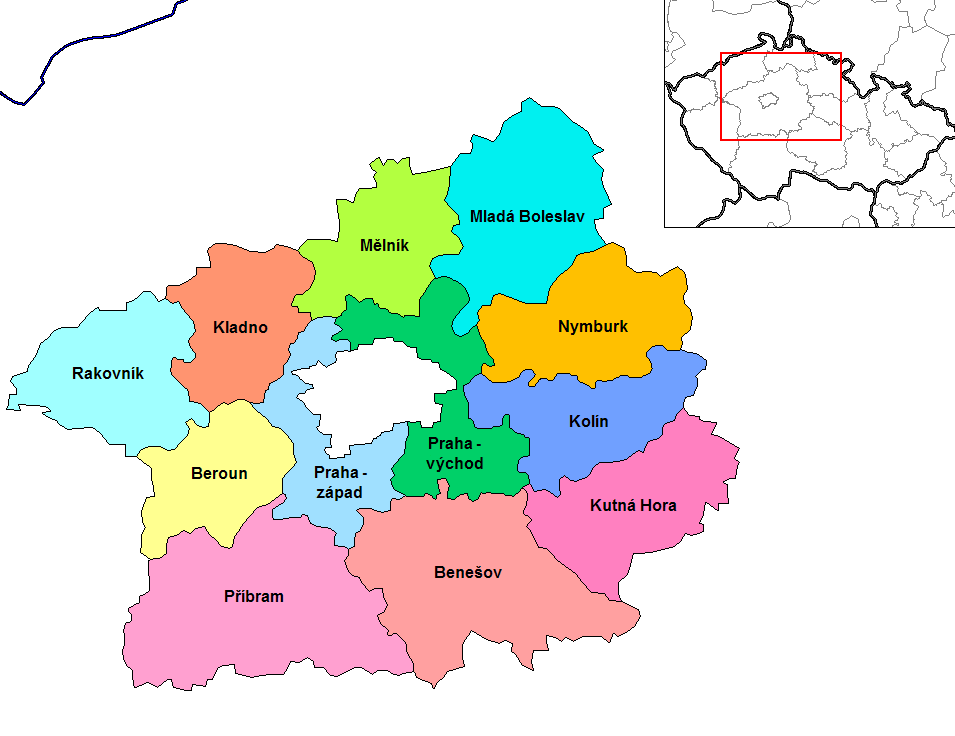
Административная карта края

Наибольшую площадь занимает район Пршибрам (15 % от площади края), меньший по площади — Прага-запад (5 % от площади). По данным за 2005 год в крае находилось 1146 населённых пунктов, большая часть из которых — на территории района Млада-Болеслав (123), меньшая — в районе Мельник (70).
В Среднечешском крае нет крупных мегаполисов. 43 % всего населения региона проживает в населённых пунктах с количеством жителей менее 2000.

## Местное самоуправление
Власть в крае представлена в лице регионального собрания, которое избирается каждые 4 года на региональных выборах. Собрание избирает гетмана и Региональный совет (исполнительный коллегиальный орган власти).

### Список гетманов края
- Петр Бендл (ODS), 2000—2008;
- Давид Рат (ČSSD), 2008—2012;
- Зузана Моравчикова (ČSSD), 2012;
- Йозеф Ржихак (ČSSD), 2012—2014;
- Милош Петера (ČSSD), 2014—2016;
- Ярослава Покорна Йерманова (ANO 2011), 2016—2020;
- Петра Пецкова (STAN), с 2020;

## Экономика
В крае развито как сельское хозяйство, так и промышленное производство. Основным сельскохозяйственным районом является долина реки Лабы, в которой выращивают пшеницу, ячмень, сахарную свеклу, картофель. В пригородских районах выращивают фрукты, овощи и декоративные растения. Развивается выращивание энергетических культур, в особенности рапса.
В Млада-Болеславе находится автомобильный завод «Шкода» (чеш. Škoda). Кроме того, в крае имеется ещё несколько крупных машиностроительных предприятий, предприятия химической промышленности (чеш. Spolana), пищевая, полиграфическая промышленность, производство стекла и керамики. В районе Кладно осуществляется добыча угля и производство стали.
В регионе также развита сфера услуг, торговля, культура и спорт.

## Транспорт
Среднечешский край наряду с Прагой имеет самую плотную транспортную сеть в Чехии. Наряду с автомобильным и железнодорожным транспортом большое значение имеет речное судоходство. Примерно три четверти всех перевозок водным транспортом в стране приходятся на долю Среднечешского края.
В окрестностях Праги пассажирские перевозки осуществляются пригородными поездами.

## Туризм
На территории Среднечешского края расположен ряд туристических достопримечательностей, в том числе памятники культуры, признанные всемирным наследием ЮНЕСКО (в городе Кутна Гора — Собор Святой Варвары, Влашский Двор и Седлец). Популярен среди туристов также королевский замок Карлштейн, основанный чешским королём и императором Священной Римской империи Карлом IV. Кроме того, на территории края находятся средневековые замки Кршивоклат в окрестностях Раковника, Чески-Штернберк, Конопиште (бывшая резиденция эрцгерцога и наследника австро-венгерского престола Франца Фердинанда), крепость Кокоржин близ города Мельник, замок Ланы.
В окрестностях Кршивоклата расположен природный парк и биосферный заповедник, охраняемыми природными территориями являются также природные парки Короржин, Чески Крас и Чески Рай.
На реках Сазава, Бероунка и Влтава расположены центры водного туризма.

## Природа и исторические памятники

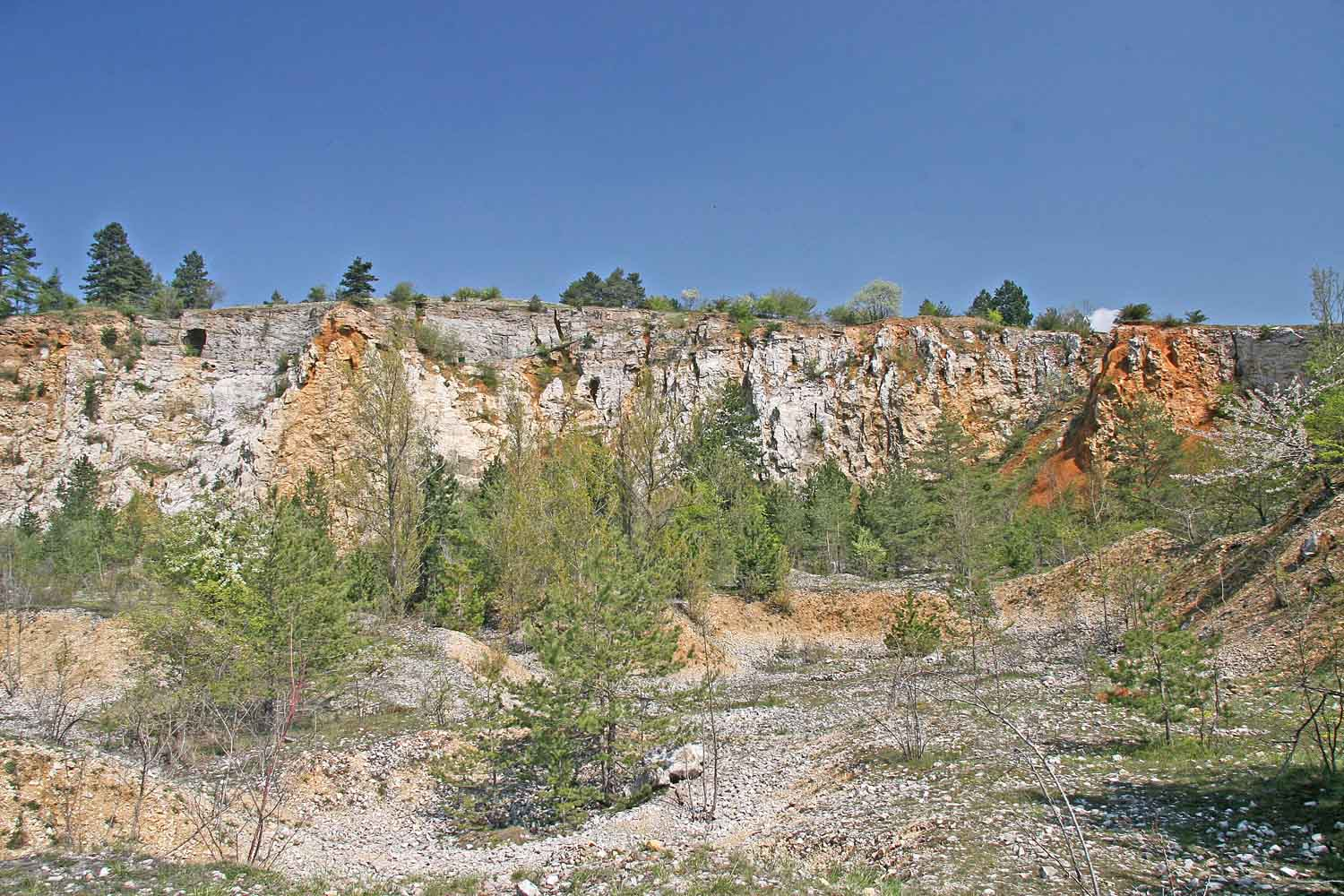
Стена карьера с входом в Конепрусские пещеры на холме Золотой конь

На территории Среднечешского края расположено множество важных исторически ценных памятников и несколько охраняемых зон. Наибольшей концентрацией памятников является город Кутна-Гора, который был внесен в список всемирного природного и культурного наследия ЮНЕСКО.
Наиболее ценные природные территории региона, представляет собой область Крживоклатско, который включен в список биосферных заповедников. Другие важные области включают Кокоржинско, Чешский карст, Чешский рай и Бланик. Другими природно интересными районами являются Брди, где в 2009 году был объявлен природный парк «Хребты» и Джбан.